# Catch Me If You Can (Album)
Catch Me If You Can ist ein Jazzalbum des Jeff Hamilton Trio. Die am 14. und 15. August 2019 in den Capitol Studios, Hollywood entstandenen Aufnahmen erschienen am 17. Juli 2020 auf Capri Records.

## Hintergrund
Der Schlagzeuger Jeff Hamilton nahm das Album mit seinem Trio auf. Es war sein 16. Album unter eigenem Namen; den größten Teil der Vorgängeralben hatte er mit dem Pianisten Tamir Hendelman eingespielt. Der Bassist war dieses Mal Jon Hamar, der Hamiltons langjährigen Partner Christoph Luty ersetzte. Die meisten Stücke auf Catch Me If You Can (einschließlich dem von Hendelman stammenden Titelstück) sind entweder kaum bekannt oder wurden bislang selten gespielt, von John Williams’ elegantem „Make Me Rainbows“, das die Session eröffnet, bis zu Artie Shaws „Moonray“, das es abschließt. Dazwischen liegen George Cables’ „Helen's Song“, John Von Ohlens „The Pond“, dem brasilianischen „Lapinha“, Ralph Burns’ „Bijou“, Thad Jones’ „Big Dipper“ und zwei Originalkompositionen von Hamar, „The Barn“ und „Bucket O’ Fat“.

## Titelliste

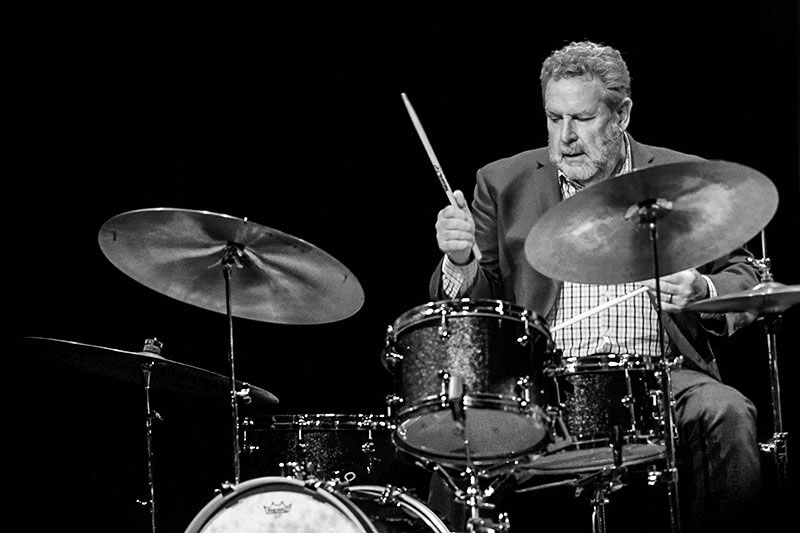
Jeff Hamilton 2018

- Jeff Hamilton Trio; Catch Me If You Can (Capri Records 74163-2)[2]

1. Make Me Rainbows (A. Bergman/M. Bergman, John Williams) 4:14
2. Helen's Song (George Cables) 4:32
3. Carch Me If You Can (Tamir Hendelman) 5:37
4. The Pond (John Von Ohlen) 5:33
5. Lapinha (Baden Powell, Paulo Césa Pinheiro) 7:23
6. The Barn (Jon Hamar) 6:50
7. Bucket O' Fat (Jon Hamar) 6:38
8. Bijou (Ralph Burns) 5:27
9. Big Dipper (Thad Jones) 5:39
10. Moonray (Arthur Quenzer, Artie Shaw, Paul Madison) 5:37

## Rezeption
Nach Ansicht von Jack Bowers, der das Album in All About Jazz rezensierte, sollten diejenigen, die das unvergleichliche Jeff Hamilton Trio schon einmal gehört haben, ziemlich genau wissen, was sie von seiner letzten Unternehmung erwarten könnten. Diejenigen, die dies nicht getan haben, dürften das grandiose Gefühl erleben, das mit unvorhergesehenen Entdeckungen einhergehe. Nach Ansicht von Jack Bowers zählt Catch Me If You Can zu den besten Jazzalben des Jahres.
George W. Harris meinte in Jazz Weekly, wahrscheinlich werde das Album, weil die Musiker in Südkalifornien ansässig sind, von den Redaktionen an der Ostküste nicht ausgezeichnet, aber was ihnen heute an Anerkennung fehle, werde Jazzfans, die sich für Stil und Substanz interessieren, irgendwann zu schätzen wissen. Das Album sei zwar nicht sensationell in Bezug auf das Erregen von Aufmerksamkeit, aber in Bezug auf Qualität.
Mark Youll (Jazz Journal) schrieb, durch dieses neue Set zeige Hamilton seine Kunstfertigkeit mit schönem Ergebnis. Es sei sein bislang bestes Album als Bandleader. Das vielleicht emotionalste Zeichen der Einheit des Trios sei die großartige Ballade „The Pond“, die John Von Ohlen, einem ehemaligen Musiklehrer von Hamilton, komponiert wurde.